# Philippe Lebel
Pour les articles homonymes, voir Lebel.
Pas d'image ? Cliquez ici

a Compétitions nationales et continentales officielles uniquement.

Philippe Lebel, né le 22 mai 1954 à Pomarez, est un joueur français de rugby à XV qui évolue au poste de centre. Il renonce ensuite à sa carrière de sportif de haut niveau afin de devenir ecclésiastique catholique.

## Biographie
Né à Pomarez le 22 mai 1954,, Philippe Lebel s'essaye logiquement au basket-ball, sport emblématique de la ville, avant de se reconvertir sur les terrains de rugby à XV au sein de l'école de rugby de l'US Dax. Ayant intégré l'effectif senior l'année précédente, il est promu en équipe première lors de la saison 1972-1973 afin de pallier l'absence de Claude Dourthe, malade,. Il participe ainsi aux phases finales du championnat de France aux côtés de l'autre centre Jean-Pierre Lux, et dispute la finale contre le Stadoceste tarbais à l'issue de laquelle les Dacquois s'inclinent.
Il s'expatrie par la suite à Toulouse afin de suivre des études de kinésithérapie, et intègre en parallèle le Stade toulousain, joignant l'équipe première de 1976 à 1978,. Vers ses trente ans, après ses études, Lebel décide de devenir ecclésiastique catholique ; il quitte alors le haut niveau sportif.
Il termine sa carrière de joueur dans le club de sa ville natale, l'US Pomarez. En 1989, il est finalement sacré champion de France, en 4e série ; il prend définitivement sa retraite sportive après ce titre. Lebel devient par la suite curé,, opérant dans les Landes, entre autres dans la paroisse Saint-Joseph-en-Brassenx autour de Morcenx, puis dans celle de Notre-Dame-du-Midadour autour de Tartas à partir de 2016.
Il officie à plusieurs reprises aux obsèques d'anciens coéquipiers dacquois à la cathédrale Notre-Dame de Dax, entre autres celles de Jean-Pierre Lux le 18 novembre 2020, et de Jean-Pierre Bastiat le 5 février 2021.

## Palmarès
- Championnat de France de rugby à XV :
  - Finaliste : 1973 avec l'US Dax.